# Myliobatis tenuicaudatus
Myliobatis tenuicaudatus е вид хрущялна риба от семейство Орлови скатове (Myliobatidae). Видът не е застрашен от изчезване.

## Разпространение и местообитание
Разпространен е в Нова Зеландия (Кермадек, Северен остров и Южен остров).
Обитава крайбрежията и пясъчните дъна на морета, заливи и рифове. Среща се на дълбочина от 5,5 до 1183 m, при температура на водата от 4,8 до 18,3 °C и соленост 34,5 – 35,6 ‰.